# Rozkaz: zapomnieć
Rozkaz: zapomnieć! (ros. Приказано забыть, Prikazano zabyt´) – rosyjski dramat historyczny z 2014 roku w reż. Chusejna Erkienowa. Scenariusz filmu opary jest na autentycznych wydarzeniach jakie miały miejsce w latach 40. XX w. w ZSRR na terenie Czeczeńsko-Inguskiej ASRR. Film poświęcony jest pamięci ofiar represji stalinowskich. Obraz miał swoją premierę na MFF w Moskwie w Moskwie jednak decyzją Ministerstwa Kultury FR nie został skierowany do dystrybucji w rosyjskich kinach. Polska premiera filmu miała miejsce podczas XXXI Warszawskiego Międzynarodowego Festiwalu Filmowego w październiku 2014 roku. 

## Opis fabuły
ZSRR podczas II wojny światowej. Na terenie tzw. Czeczeńsko-Inguskiej ASRR nasilają się represje przeciwko żyjącym w niej Czeczenom i Inguszom. Różnie toczą się losy ich ofiar – jedni z nich uciekają w góry i przyłączają się do zbrojnych ugrupowań, inni giną podczas próby oporu lub zostają aresztowani. Jednak większość zostaje wywieziona, a jeszcze inni zostają bestialsko zamordowani, jak spaleni żywcem mieszkańcy aułu Chajbach.  

## Obada aktorska
- Szamchan Mitrajew – Daud
- Timur Badałbejli – gen. Gwisziani
- Aleksandr Nowin – Dużak
- Mutalib Dawletmurzajew – Taus
- Chieda Achmadowa – Sieda
- Mowsar Atajew – Idris, przewodniczący sielsowietu
- Roza Chajrullina – Rajchan
- Roman Kuznieczenko – enkawudzista Kasim
- Rusłan Kokanajew – przyjaciel Dauda
- Chawa Achmadowa – matka Dauda
- Wsiewołod Jaszkin – por. Kotow
- Aleksandr Kowalenko – kpt. Iwanow

i inni.